# 田﨑史郎
田﨑 史郎（たざき しろう、1950年〈昭和25年〉6月22日 - ）は、日本のジャーナリスト、政治評論家。姓の「﨑」はいわゆる「たつさき」であるが、JIS X 0208に収録されていない文字であるため、代わりに「崎」を用いて田崎 史郎と表記されることも多い。
時事通信の政治部次長、編集局次長、解説委員、解説委員長などを歴任、一貫して時事通信で記者人生を過ごした。

## 概要
福井県出身の政治評論家であり中央大学法学部卒業後、時事通信社に入社する。政治部や編集局の次長を経て解説委員となり、のちに解説委員長も務めた。
定年後も時事通信社において特別解説委員として在籍したが、2018年に退いた。その後はフリーランスの政治評論家として活動を続けている。また、駿河台大学で客員教授として非常勤で教鞭を執った。

## 来歴

### 生い立ち
福井県坂井郡三国町（現・坂井市）生まれ。福井県立藤島高等学校を卒業後、中央大学法学部に入学する。入学当初は法律家を目指していた。大学2年時に三里塚闘争へ参加、凶器準備集合罪で逮捕のうえ13日間留置（勾留）される。

### ジャーナリストとして
1973年3月に中央大学を卒業し、同年4月に時事通信社へ入社。経済部を経て、1975年に浦和支局に異動を命じられたが、少数派の労働組合に所属していたことを理由にした左遷で不当労働行為であるとして会社を提訴。その後、3年3か月後に政治部へ異動することを条件に和解。1979年に政治部に異動となり、内閣総理大臣である大平正芳の番記者になる。以後、新自由クラブ、外務省担当を経て、1982年4月人事にて、田中派を担当。以来、ずっと平成研究会を中心に政治記者として活動し、並行して、整理部にて、整理部長、編集局総務としてトータル8年勤務し、解説委員に異動。2006年から解説委員長となり、以後、民放キー局の報道、ワイドショー、バラエティ番組にて政局解説として出演する様になる。
2010年6月30日付人事にて、定年後の再雇用にて引き続き勤務し、再雇用契約が終了後に特別解説委員の肩書で再度、会社と契約。2018年6月末付けにて、内規の68歳に達し、特別解説委員を退職。

### 政治評論家として
時事通信社の特別解説委員を退いてからは、フリーランスの政治評論家として、メディアでの言論活動を継続している。2019年1月15日より、駿河台大学にて客員教授を務めた（退任時期不明。2024年2月時点で大学HPに名前がない）。浅野健一が在職の件について大森一宏学長と田崎に問い合わせたところ、両人からは応答なし、「質問には答えない」という返信のみが大学総務課名で返って来たという。

## 人物
安倍晋三との関係
安倍晋三と親交が深いことで知られる。2013年、自民党の政党交付金から組織活動費名目で資金提供を受け、同年から2015年にかけては安倍らと懇談や寿司屋での会食をしているためか、安倍や自民党を擁護する発言も多く、また会食を頻繁に行っていることから、安倍・自民党に批判的なニュースサイトのリテラによって「田崎スシロー」と揶揄されている。安倍が退いてからは後継である菅義偉・岸田文雄の政策擁護を繰り返している。田崎自身は朝日新聞の取材に、「たとえ代弁だと批判されても、政権担当者がどう考えているのかを伝えることが仕事」という旨の発言をしている。
小沢一郎との関係
田中派（木曜クラブ）の担当記者になって以来、小沢一郎とは毎晩のように呑む間柄だったが、1992年1月以来、小沢から一方的に遠ざけられ、取材できない状態になったという。1993年に成立した細川内閣で最大の実力者となった小沢について、マスメディアが伝える小沢像は虚像であり、自分の知っている小沢の実像を伝えたいとの思いから、田崎は『文藝春秋』1994年10月号に「小沢一郎との訣別」と題した記事を発表した。田崎は、小沢から取材拒否されるようになった原因について、自身の諫言を小沢が嫌ったことや、小沢の政敵となった梶山静六と自身が親しくしていたことなどを推測している。

## 主張・発言

### オフレコについて
小沢一郎に対するオフレコ破り
田﨑が『文藝春秋』1994年10月号に寄稿した記事において、1982年の自由民主党総裁選挙の際に小沢が田中派支持下の中曽根康弘を評して「担ぐ御輿は軽くてパーがいい」と発言したことや、小沢が自由民主党幹事長時代に海部俊樹総理を評して「海部は本当に馬鹿だな。宇野の方がよっぽどましだ」と発言したことなど、小沢のこれまでの数々のオフレコ発言を明かして話題になる。小沢サイドからは何の反応もなかったが、日本新聞協会は時事通信に対してオフレコを破ったことの事情説明を求めた。時事通信はオフレコを破った田崎に対して、2週間の出勤停止及び当該期間の給与と翌年の賞与の減額という処分を下した。また田崎は、相手に取材できなくなるならオフレコ破りはしない方がよい、という記者の大原則を述べた。
この田崎のオフレコ破りの行動については、報道モラルの観点から、「相手の了解なしには絶対発表してはならない」と批判する意見が強く、論争を招くことになった。たとえば、ジャーナリストの櫻井よしこは、田﨑のオフレコ破りは「記者失格」であると断じるなど厳しく批判した。のちに田﨑は「オフレコの約束をして聞いた内容は、やっぱり相手の了解なしに絶対公表してはいけないという論理は、かなり強固なものがありました」と述懐している。
そのうえで、田﨑に対する様々な批判について「女性評論家の方から、雑誌で、田﨑記者はジャーナリスト失格とか、あるいはマスコミ評論家の方からも、記者失格だというふうに実際に書かれました。ふだん自分も記事を書いていますけれども、そういうふうに書かれますと、内心はかなりこたえる思いでした」と述べている。
自身に対するオフレコ
小沢一郎に対してはオフレコ破りをしているものの、田﨑自身がマスメディアから取材される場合は、記者に対してオフレコとするよう要求している。

### 取材手法
フリーランスの政治評論家
時事通信社に解説委員長として勤務していたとき、田﨑は「最近、政治関係の本を読んでいますと、結構フリーランスの方が書かれているのですね」と述べたうえで「別にフリーランスの方が書かれることそのものは否定しないのですけれども、内容で間違っているものが少なくない。こんなことは言わないだろう、この場面はちょっと違っているのではないか、と思うことがいろいろありました」と指摘するなど、フリーランスの政治評論家について論じている。その問題点を反面教師とし、田﨑は自著を執筆する際に「書くに当たっては、僕は自分が見聞きしたものに限って書こうと決めました。だから、人から聞いた話は書かない」と語っている。

### 新型コロナウイルス
肺炎による死者全員に対してコロナウイルス検査をしていると主張
2020年の新型コロナウイルス感染症の流行に関連し、日本は肺炎で亡くなった死者全員に対して新型コロナウイルスの有無を検査していると政権擁護の主張をしていた。
たとえば、2020年4月6日放送の『羽鳥慎一モーニングショー』に出演した田﨑は、「肺炎で亡くなった人の事を後でCT検査して、コロナウイルスなのかどうか、いちいち判断しているんですよ」と発言した。さらに、玉川から、全員に検査しているわけではないと指摘されても、田﨑は「全部やっているんですよ。その結果として、今の死者数が出てきているんで」などと反論していた。
しかし、翌日放送された『羽鳥慎一モーニングショー』において、東京都における検査の状況が紹介され、実際PCR検査に関しては全員に検査はしていないことが明らかになった。
休業要請の2週間見送りは西浦博の意見と主張
2020年の新型コロナウイルス感染症の流行に対する緊急事態宣言の発出に際し、新型コロナウイルス担当大臣の西村康稔は7都府県知事に対して休業要請を2週間見送るよう要求した。一方、東京都庁はすぐにも休業要請を打ち出そうとしており、国と都が対立した。この問題について、田﨑は、国が休業要請を2週間先送りにしようとしたのは医学者の西浦博の意見に基づくものだと主張した。2020年4月9日放送の『羽鳥慎一モーニングショー』に出演した田﨑は、西村康稔に電話で直接聞いたと前置きしたうえで、専門家の「2週間やめたら効果が出る可能性があります」という意見を西村が都府県に伝えただけに過ぎないと主張した。さらに、その専門家が誰なのかという話題になると、田﨑は「それ、西浦さんがおっしゃっていますよね」「データ、先週の金曜日に出しましたでしょ? 彼の予測で」などと発言し、休業要請を2週間先送りしようとしたのは西浦の意見によるものと名指しで主張した。
この報道を知った西浦は、そのような提案はしていないと反論し、「休業補償2週待つっていうニュース、耳を疑いました」とコメントしている。さらに西浦は、田﨑史郎を名指しして「田崎さんのソースは官◯ですね。ぷんぷん。休業は補償つきで今すぐやらないといけません」と重ねて反論した。さらに西浦は、田﨑の発言について「『西浦が2週様子を見てから休業補償』と言ったという田崎＝西村ラインの嘘話」と批判し、田﨑の発言内容を否定している。
休業要請の2週間見送りは尾身茂との協議の結果と主張
前述のとおり、2020年4月9日の時点で田﨑は、休業要請の2週間先送りは医学者の西浦博の意見だと発言していた。ところが、その前日である2020年4月8日に放送された『羽鳥慎一モーニングショー』では、田﨑は休業要請の2週間先送りについて「それはおそらくね、西村担当大臣と尾身先生の話し合いのなかで出てきたことだと思います」と発言しており、休業要請の2週間先送りは医学者の尾身茂との協議の結果だと名指しで主張していた。ただ、翌日になると田﨑は一転して主張を翻し、西浦の意見だと発言した。
困窮世帯への1世帯あたり現金30万円給付から1人あたり10万円へ一律給付変更した際の主張
2020年4月16日に放送された『ひるおび!』では、公明党の山口代表が安倍晋三に1世帯当たり30万円の給付を取りやめ、1人当たり10万円の一律給付を盛り込むように要望したことについて田﨑は「これは非常に無理な要求。『無理が通れば道理引っ込む』という言葉もある。(公明党の要求は)通ってはいけないと思います」と発言していた。しかし17日安倍首相は新型コロナウイルス対策として国民1人当たり10万円の現金を一律給付するため、今年度補正予算案を組み替える方針決定を受け「16日の午前10時に山口代表が連立離脱をちらつかせながら、安倍総理に10万円の事を求めたんですね。公明党は以前に閣議で署名した事と全く違う事をやって筋が通らないんですけど、でもそれが通ってしまった」と経緯を説明し、「驚きました。これ政権がガタガタになるんじゃないかとか、いろんな事を思いました。まさに前代未聞」と続けた。

## 著書
- 大家清二『経世会 死闘の七十日』講談社、1995年。ISBN 978-4062072311
  - 『竹下派 死闘の七十日』文藝春秋〈文春文庫〉、2000年。ISBN 978-4167174026。
- 『梶山静六　死に顔に笑みをたたえて』講談社、2004年。ISBN 978-4062125925。
- 『政治家失格　─なぜ日本の政治はダメなのか―』文藝春秋〈文春新書〉、2009年。ISBN 978-4166606870。
- 『安倍官邸の正体』講談社〈講談社現代新書〉、2014年。ISBN 978-4062882941。
- 『小泉進次郎と福田達夫』文藝春秋〈文春新書〉、2017年。ISBN 978-4166611485。
  - 『「小泉総理―福田官房長官」の時代が再来する　―進次郎が「最強の女房役」を得た―』（電子ブック版）

## 出演

### テレビ
時事通信社退社後は「政治ジャーナリスト」の肩書で出演

#### 準レギュラー
- ウェークアップ!（読売テレビ）全編出演のコメンテーターや政治解説で不定期出演

#### ゲスト解説
- ひるおび!（TBS）
- モーニングショー（テレビ朝日）
- 報道1930（BS-TBS）
- BSフジLIVE プライムニュース（BSフジ）
- 報道ライブ インサイドOUT(BS11)
- めざまし8（フジテレビ）
- 情報ライブ ミヤネ屋（読売テレビ）
- Live News イット!（フジテレビ）

##### 以下選挙前後など低頻度出演
- 激論!クロスファイア（BS朝日）
- 日曜スクープ（BS朝日）
- Mr.サンデー（フジテレビ）
- 週刊プライムオンラインS（BSフジ）※安倍晋三銃撃事件直後の2022年7月9日電話出演
- サタデーステーション（テレビ朝日）
- 情報7daysニュースキャスター（TBSテレビ）
- サンデーLIVE!!（テレビ朝日/朝日放送テレビ/名古屋テレビ放送）
- 日曜報道 THE PRIME（フジテレビ）
- グッド!モーニング （テレビ朝日）
  - 2013年10月から2015年3月までは金曜日のコメンテーターとして出演
- めざましテレビ（フジテレビ）
- 朝まで生テレビ!（テレビ朝日）
- タイムリーふくい（福井テレビ）

#### 過去の出演
全て番組が終了している。

##### レギュラー
- ハッケン!!（フジテレビ）ご意見番（2006年10月 - 2008年6月）
- やじうまテレビ!（テレビ朝日）金曜コメンテーター（2013年4月 - 9月）
- 報道LIVE あさチャン!サタデー（TBSテレビ）隔週コメンテーター（2014年4月 - 2017年3月、放送開始から終了まで）

##### 準レギュラー
- ウェークアップ!ぷらす（読売テレビ）コメンテーターや政治解説で不定期出演
- サタデーずばッと（TBSテレビ）コメンテーター（2010年4月 - 2014年3月放送終了まで。岩見隆夫の代理出演）

##### ゲスト解説
- 直撃LIVE グッディ!（フジテレビ）
- みんなのニュース（フジテレビ）
- とくダネ（フジテレビ）
- あさチャン!（TBSテレビ）
- 中居正広のニュースな会（テレビ朝日）

### ラジオ
- 辛坊治郎ズーム そこまで言うか!（ニッポン放送）

### 映画
いずれも、立憲民主党衆議院議員・小川淳也のドキュメンタリー作品
- なぜ君は総理大臣になれないのか（2020年ネツゲン）
- 香川1区（2021年ネツゲン）